# حظر التدخين

شعار "لا للتدخين" المتعارف عليه دولياً

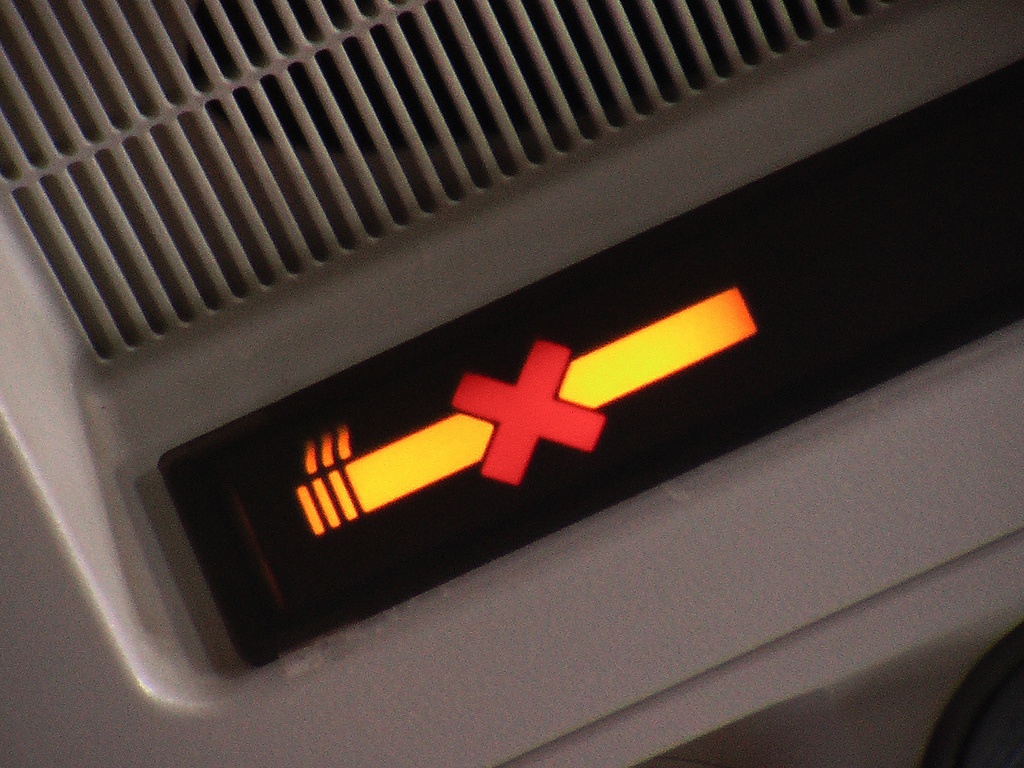
شعار "لا للتدخين" كما نراه في غالبية الرحلات الجوية عبر أرجاء العالم

حظر التدخين  (بالإنجليزية: Smoking ban) هو مجموعة من السياسات والقوانين التي تمنع التدخين في الأماكن العامة، المطاعم، الحانات، المكاتب، المدارس، محلات البيع بالتجزئة، المستشفيات، المكتبات، مرافق النقل، المباني الحكومية، وسائل النقل العامة، المركبات مثل: الطائرات، الحافلات، المراكب المائية، والقطارات. ومع ذلك، قد تحظر القوانين أيضًا التدخين في المناطق الخارجية مثل الحدائق، الشواطئ، ساحات المشاة، حرم الكليات، وفي بعض الحالات المركبات الخاصة والمساكن متعددة الوحدات. قد تُعَرِّف تلك التشريعات والقوانين التدخين بصورةٍ أكثر عموميةٍ على أنه القيام بـ أو معالجة أي منتج تبغي مشتعل.

## أسباب تشريعات حظر التدخين
تقوم أسباب فرض قوانين منع التدخين على حقيقة أن التدخين عملية اختيارية بينما التنفس فلا. ومن ثم، فيتم صياغة قوانين حظر التدخين لحماية الأفراد الذين يستنشقون الهواء من تأثيرات التدخين السلبي، والتي تشتمل زيادة مخاطر الإصابة بـأمراض القلب، السرطان، داء انتفاخ الرئة، وأمراضٍ أخرى كذلك. كما قامت العديد من الدول بصورةٍ أو بأخرى بسن قوانينٍ لحظر التدخين في الأماكن المغلقة على مر السنين الماضية، كما قام بعض المشرعين بنقل الدليل العلمي الذي يُظهر أن تدخين التبغ مضر للمدخنين أنفسهم ولهؤلاء الذين يستنشقون دخان التدخين السلبي.
هذا بالإضافة إلى أن تطبيق مثل تلك القوانين قد يقلل من تكلفة نفقات الرعاية الصحية على المدى القصير (و لكنها قد تسفر عن زيادتها في الغالب على المدى الطويل، نتيجة أن المدخنين الذين سيموتون لاحقاً لن يستخدموا خدمات الرعاية الصحية فيما بعد) ، تحسين القدرة الإنتاجية للعمل، وكذلك تقليل التكلفة الكلية للعمل في مجتمعٍ ما، ومن ثم يُصبح مجتمع العمل أكثر جذباً لأصحاب الأعمال المختلفين. ففي ولاية إنديانا، كتبت وكالة التنمية الاقتصادية للولاية ضمن خطتها لعام 2006 لتسريع النمو الاقتصادي، لابد من تشجيع المدن المختلفة، سواءً الكبرى أم الصغرى، على تبني قوانين أماكن العمل محظورة التدخين كوسيلةٍ للارتقاء بالنمو الوظيفي في تلك المجتمعات.
و من الأسباب الإضافية لفرض قيودٍ على التدخين تقليل المخاطر إشعال النيران في المناطق ذات مخاطر التفجير والقابلة للاشتعال؛ نظافة الأماكن التي يُقَدَّمُ بها أطعمة، أدوية، أشباه موصلات، أو أدواتٍ وآلات الضبط والإحكام؛ انخفاض المسؤولية القانونية؛ تخفيض استهلاك الطاقة من خلال تقليص احتياجات التدفئة، التهوية وتكييف الهواء؛ خفض كمية المخلفات؛ العيش في بيئاتٍ أكثر صحيةٍ؛ ومنح المدخنين حافزاً للإقلاع عن التدخين.
كما تعتبر منظمة الصحة العالمية أن لقوانين منع التدخين تأثيراً على تخفيض الطلب على التبغ من خلال إقامة بيئةٍ يكون من الصعب إتاحة الفرصة فيها للتدخين بسهولةٍ وللمساعدة على تحويل المعايير والتقاليد الاجتماعية بعيداً عن تقبل التدخين كعادةٍ من سمات الحياة اليومية. فجنباً إلى جنب مع مقاييس فرض الضرائب، يُنظَر إلى كلٍ من التعليم، التربية، سياسات حظر التدخين ومقاييس الإقلاع على أنها عنصرٌ أساسيٌ في تقليص معدلات التدخين والارتقاء بالصحة العامة. فعندما يتم تطبيقها بصورةٍ صحيحةٍ وحازمةٍ، يُنظر إليها على أنها هدفاً هاماً للأجندة السياسية لتغيير سلوك البشر بعيداً عن السلوكيات والممارسات غير الصحية ومتجهٍ صوب حياةٍ صحيةٍ يتمتع بها الفرد.

## الأساس الطبي والعلمي وراء حظر التدخين
أسفر ت الأبحاث العلمية عن وجود أدلةٍ بأن التدخين السلبي يسبب نفس المشكلات التي يسفر عنها التدخين المباشر، والتي منها سرطان الرئة، أمراض القلب، أمراض التنفس مثل النفاخ الرئوي، التهاب القصبات الحاد (الالتهاب الشُعَبي الحاد) والربو. كما أثبتت التحاليل العلمية للأبحاث الإجرائية أن الأفراد غير المدخنين طوال عمرهم ولكنهم يعيشون مع شركاء حياةٍ يُدخنون في المنزل يقعون تحت وطأة خطر الإصابة بسرطان الرئة بنسبةٍ أكبر (تتراوح من 20- 30 %) من الآخرين الذين يعيشون مع أفرادٍ لا يُدَخنون على الإطلاق. في حين يعاني الأفراد غير المدخنين والمعرضون لدخان السجائر في أماكن العمل من خطر الإصابة بسرطان الرئة بنسبةٍ تتراوح من 16- 19%.
و في دراسةٍ نشرتها الوكالة الدولية لبحوث السرطان التابعة لمنظمة الصحة العالمية عام 2002 جاء أن الأفراد غير المدخنين معرضين لنفس مخاطر الإصابة بالسرطان بسبب المواد المسرطنة على حساب دخان التبغ للمدخنين النشطين. حيث يحتوي دخان السجائر  على 69 مادةً مسرطنةً، وخاصةً البنزوبيرين (benzopyrene)  وهيدروكربونات أخرى عطرية متعددة النوى (polynuclear aromatic hydrocarbons)، بالإضافة إلى منتجات مفتتة مشعة مثل البولونيوم 210 (polonium 210). كما أظهرت أبحاث العديد من شركات التبغ وجود موادٍ مسرطنةٍ بوفرةٍ وبتركيزاتٍ عاليةٍ في التدخين السلبي أكثر من الدخان المنفوث من السجائر مباشرةً (mainstream smoke).
و من المنظمات العلمية التي تؤكد على تأثيرات التدخين السلبي المعهد الوطني الأمريكي للسرطان ، مراكز مكافحة الأمراض واتقائها ، معاهد الصحة الوطنية الأمريكية ، الجراح العام للولايات المتحدة الأمريكية  وكذلك منظمة الصحة العالمية.

### جودة الهواء
ستحسن قوانين خظر التدخين في كلٍ من الحانات والمطاعم جودة الهواء في مثل تلك المؤسسات. فعلى سبيل المثال، وفي إحدى الدراسات المسجلة على موقع CDC الإلكتروني جاء أن قانون منع التدخين في أماكن العمل مغلقة والأماكن العامة والذي يجرى تطبيقه في كافة أرجاء ولاية نيويورك قلل بصورةٍ ملحوظةٍ من مستويات استنشاق الجسيمات العالقة (respirable suspended particles) في أماكن الضيافة في غرب نيويورك. كما أن مستويات استنشاق الجسيمات المعلقة تقلصت في كل مكانٍ كان يُسمح بالتدخين فيه قبيل تطبيق القانون، ومنها تلك الأماكن التي لوحظ وجود فقط المدخنين السلبيين من غرفةٍ مجاورةٍ كأساسٍ للتقييم. واختتمت مراكز مكافحة الأمراض واتقائها دراستها بتوضيح أن هذه النتائج جاءت مماثلة للدراسات الأخرى والتي أظهرت أيضاً تحسن ملحوظ في جودة الهواء الداخلي بعد تطبيق حظر التدخين.
في حين أظهرت دراسةٌ أخرى أُجريت عام 2004 أن حانات نيوجرسي ومطاعمها يوجد بها معدلات مرتفعة من الهواء الداخلي الملوث بنحو تسع مراتٍ عما هو موجود في مدينة نيويورك المجاورة، والتي سنت قانون حظر التدخين.
كما أظهرت الأبحاث التي أُجريت كذلك أن جودة الهواء المحسنة يمكن ترجمتها إلى نقص فرص التعرض للسموم فيما بين الموظفين. فعلى سبيل المثال، أظهرت الأبحاث التي أُجريت فيما بين موظفي المؤسسات النرويجية التي سنت قوانين حظر التدخين تحسناً (من خلال تخفيض) مستويات النيكوتين في بول العمال المدخنين وغير المدخنين (عند مقارنتهم بالمقاييس السابقة لهم قبيل تطبيق الحظر).

### برنامج أبحاث قانون الصحة العمومية (Public Health Law Research)
نشر برنامج أبحاث قانون الصحة العمومية في عام 2009 دليلاً مختصراً للبحث الذي يُقَيِّم تأثير القانون الخاص أو السياسة على الصحة العامة. حيث أوضح أنه:
«يوجد دليل دامغ وقوي يدعم حظر التدخين والقيود التي تُفرَض على المدخنين والتدخين كنوعٍ من تدخلات الصحة العامة الفعالة الهادفة إلى تقليل من خطر التعرض للتدخين السلبي.» 

## التاريخ
صدر في عام 1575 واحداً من أوائل قوانين حظر التدخين في العالم أجمع وهو (حظر المجلس الكنسي المكسيكي) والذي حظر ومنع استخدام التبغ أو التدخين في أية كنيسةٍ في المكسيك أو المستعمرات الأسبانية في منطقة البحر الكاريبي، كما حرَّم السلطان العثماني مراد الرابع التدخين في إمبراطوريته عام 1633 م. وكذلك أصدر البابا عربان السابع حظراً بالتدخين في الكنيسة عام 1590 م  وعربان الثامن في عام 1624. وكان البابا عربان السابع على وجه الخصوص قد هدد بالحرمان الكنسي لأي فردٍ «يُدخن أو يتناول التبغ في في شرفة أو داخل أي كنيسةٍ، سواءً أكان ذلك من خلال مضغه، تدخينه في بايب (pipe) أو حتى استنشاقه على صورة مسحوق عبر الأنف.»  هذا وتم سن قوانين حظر التدخين بعد ذلك عبر أرجاء المجتمع الأوروبي المدني. حيث تم سن تلك القوانين في كلٍ من ببافاريا، كورساشين، وبعض أجزاء النمسا في أواخر القرن السابع عشر. كما تم حظر التدخين في برلين عام 1723، في كونيكسبرغ (Königsberg) عام 1742، وفي ستاتين عام 1744. إلا أنه تم إلغاء قوانين الحظر تلك في فترات ثورات 1848. وكان مبنى الحكومة القديمة في ويلينجتون، بنيوزيلندا هو أول مبنى في العالم تُطَبَق فيه سياسة منع التدخين في عام 1876. وكان هذا بسبب المخاوف من تهديدات اشتعال الحرائق، حيث أنه كان ثاني أكبر مبنى خشبي في العالم.
كما يعتبر أول حظرٍ حديثٍ للتدخين على صعيدٍ وطنيٍ هو ذلك الذي فرضه الحزب النازي في كل جامعة ألمانية، مكتب بريد، مستشفى عسكري، ومكتبٍ للحزب النازي، وذلك تحت كنف معهد أستيل لأبحاث مخاطر التدخين، والذي أُنشيء في عام 1941 بأوامرٍ من أدولف هتلر. وقد نشر النازيون حملاتٍ مناهضةٍ لمكافحة التدخين على نطاقٍ واسعٍ حتى انهيار النظام في عام 1945 م.
و في الجزء الأخير من القرن العشرين، حيث أصبحت الأبحاث والدراسات التي يتم إجراؤها على مخاطر التدخين السلبي عمومية، كما شرعت شركات التبغ في بدء حملات «التوعية للملاطفة والكياسة». حيث قلصت مخاوف الأفراد من كمية المبيعات، مما دعى مجال الصناعة إلى خلق برنامج إعلامي وقانوني تشريعي يُركز على «تسوية الخلافات». وقد تم تشجيع التسامح والكياسة كسبيلٍ لخفيف حدة التوتر فيما بين المدخنين وهؤلاء ممن يعيشون حولهم، في أثناء تجنب حظر التدخين. وفي الولايات المتحدة الأمريكية، تم تشجيع الولايات لتمرير قوانين تجنب فصل أقسام المدخنين.
و في عام 1975، سنت ولاية مينيسوتا الأمريكية  قانون مينيسوتا للهواء النقي في الأماكن المغلقة ، مما يجعلها أول ولاية لتمنع التدخين في غالبية الأماكن العامة. ففي البداية، كانت المطاعم مطالبة بوجود أقسامٍ لعدم التدخين بها، إلا أن الحانات تم استثنائها من ذلك القانون. وبحلول الأول من أكتوبر 2007، سنت مينيسوتا حظراً للتدخين في كل المطاعم والحانات عبر أرجاء الولاية، فيما أطلقت عليه «قانون الحرية في التنفس» لعام 2007 م.
هذا وأصبحت منتجعات مدينة آسبين، كولورادو أول مدينةٍ في الدولة تمنع التدخين في المطاعم عام 1985 م.
و بدورها بدأت مدينة بيفرلي هيلز كاليفورنيا، في الثالث من غبريل 1987 م، حملةً لحظر التدخين في أغلب المطاعم، في متاجر التجزئة وفي الملتقيات العامة كذلك. إلا أنها استثنت المطاعم الملحقة بالفنادق - حيث علل أعضاء مجلس المدينة هذا الأمر بأن مطاعم الفنادق يرتادها عدداً ضخماً من الزائرين من الخارج، حيث يمثل التدخين سلوكاً يلقى قبولاً أكثر مما هو الحال عليه في الولايات المتحدة الأمريكية.
و في عام 1990، أصبحت مدينة سان لويز أوبيسبو بكاليفورنيا أول مدينةٍ في العالم تمنع التدخين في الأماكن المغلقة في الأماكن العامة، ومنها الحانات والمطاعم.
و في أمريكا، شجع النجاح الذي لاقاه حظر التدخين الذي سنته ولاية كاليفورنيا في عام 1998 الولايات الأخرى ومنها نيويورك لتطبيق قوانين الحظر تلك. هذا وقد تضمنت قوانين حظر كاليفورنيا للتدخين حظر التدخين المثير للجدل في الحانات والبارات، والذي امتد إلى أماكن العمل عبر أرجاء الولاية في عام 1994. وبحلول إبريل 2009، كانت هناك 37 ولايةً تطبق نوعاً ما من حظر التدخين. وقد نجحت بعض المناطق في كاليفورنيا في الشروع في جعل مدناً بكاملها خالية من التدخين، كل مكانٍ بها ما عدا دور الإقامة. كما قامت أكثر من 20 مدينةً بسن قوانين الحظر في المتنزهات والشواطيء.
مررت نيوزيلندا في الثالث من ديسمبر 2003 تشريعاً لتنفيذ حظراً تدريجياً للتدخين في المدارس، ملاعب المدارس، وأماكن العمل بحلول 2004 م. أما في 29 مارس 2004، طبقت جمهورية أيرلندا حظراً على التدخين في الأماكن العامة. وفي النرويج، تم الالتزام بتنفيذ تشريعاً مثيلاً في الأول من يونيه في العام ذاته. هذا وأصبحت المملكة البريطانية جميعهاً خاضعةً لحظر تدخين في الأماكن العامة المغلقة في عام 2007، وذلك عندما أصبحت إنجلترا آخر منطقةٍ لتتبنى تشريعاً تجعله قيد التنفيذ لحظر التدخين. كما أن الحد الزمني للسماح بشراء التبغ ارتفع من 16 إلى 18 عاماً في الأول من أكتوبر 2007. بينما في 15 يوليو 2007، كانت مدينة شانديغار أول مدينةٍ هنديةٍ لتصبح خالية من التدخين، على الرغم من ذلك، تم تطبيق حظر التدخين في باقي أرجاء الدولة في منتصف 2009 م.
كما تم حظر التدخين في الأماكن العامة المغلقة في فيكتوريا (بأستراليا) في الأول من يوليو 2007. في حين أعلنت نيبال حظراً للتدخين في الأماكن العامة بالإضافة إلى فرض حظر على هؤلاء ممن هم دون سن السادسة عشر في يونيه 2010 م.

## إعلانات السجائر
تعتبر إعلانات التبغ والتدخين بالإضافة إلى رعاية الأحداث الرياضية أمراً محرماً في بعض أجزاء العالم. في حين دفع حظر إعلانات التدخين وتجارة التبغ والرعاية في الاتحاد الأوروبي في عام 2005 إدارة (فورميولا وان) لتبحث عن أماكنٍ تسمح بعرض كسوة رعاة التبغ والتدخين، وأدى هذا إلى إلغاء بعض السباقات في مخطط تقويمها الزمني لصالح الأسواق التي تدعم تجارة التبغ والتدخين. وفي عام 2008، لم يتلق سوى فريقاً واحداً من فرق فورميولا وان تمويلاً ورعايةً من شركة لتجارة التبغ وهو فريق فيراري. حيث ظهرت ماركة مارلبورو التجارية المسجلة على سياراته في سباقين غثنين؛ سباق موناكو والصين، حيث لا يُطبق فيهما أي حظرٍ لإعلانات التدخين.
في حين تلقى فريق دوكاتي مارلبورو تمويلاً ورعايةً من العلامة التجارية لسجائر مارلبورو والتي ظهرت على سياراته في كلٍ من قطر والصين. وفي الأول من يوليو 2009 فرضت أيرلندا حظراً على إعلانات وعرض منتجات التبغ في كل منافذ التجزئة. وهذا يعني أن المتاجر ستضطر إلى تخزين السجائر في حاوياتٍ مغلقةٍ بعيداً عن مرأى الزبائن والمستهلكين.

## الدعم العام لحظر التدخين
و قد وجد استطلاع غالوب 2007 م أن نحو 54% من الأمريكيين يفضلون الحظر الكلي داخل المطاعم، في حين يفضل 34% حظراً في كل غرف الفنادق، أما 29% يفضلون حظراً داخل الحانات والبارات.
كما وجد استطلاعٌ آخرٌ لغالوب، تم تطبيقه على أكثر من 26.50 مواطناً أوروبياً في عام 2008، أن «غالبية مواطني الاتحاد الأوروبي يدعمون ويناصرون الأماكن العامة الخالية من التدخين، ومنها مثلاً المكاتب، المطاعم والحانات.» هذا وقد وجد الاستبيان كذلك أن «دعم القيود المفروضة على التدخين في أماكن العمل أعلى من دعم القيود المفروضة على التدخين في المطاعم (أو ما يعادل 84% في مقابل 79%). في حين يدعم ثلثي العدد الحانات الخالية من التدخين، صالات البوب والنوادي.» الدعم أعلى في الدول التي طبقت حظراً صارماً للتدخين:«فالمواطنين في إيطاليا هم الأكثر ميلاً لتقبل القيود المفروضة على التدخين في الحانات، صالات البوب والنوادي _بنسبة تتراوح من 93% - 87%» إجمالاً في الصالح«). وينضم المواطنون في السويد وأيرلندا إلى أقرانهم في إيطاليا في النهاية المرتفعة للمقياس، حيث أن كل ثمانية من عشرة مستجيبين يدعمون الحانات، صالات البوب والنوادي الخالية من التدخين (70% في كلتا الدولتين إجمالاً للصالح).» 

## التأثيرات الصحية

### قضايا السلامة والتأثيرات على الصحة النفسية
قد يتسبب الإلأزام في تنفيذ الحظر استياءً وغضباً فيما بين المدخنين، بالإضافة إلى تاوبعٍ محتملةٍ خطيرةٍ. ففي يوليو 2009، تم اغتيال صاحب مطعمٍ تركيٍ على يد أحد الزبائن بعد محاولة الأول فرض تطبيق حظر التدخين المطبق حديثاً. هذا وفي بعض الأحيان يُشار إلى الغضب والاستياء، سواءً من جانب المدخنين على أثر إلزام تطبيق الحظر أو من جانب غير المدخنين على أثر خرق وانتهاك عدم إلزام تطبيق الحظر، على أنه «غضب التدخين».

### التأثيرات الصحية
وثقت العديد من الدراسات الفوائد الصحية والإقصتادية المرتبطة بحظر التدخين. ففي أول 18 شهراً بعد سن مدينة بويبلو بكوليرادو لقانون حظر التدخين في 2003، هبط معدل دخول المستشفيات على أثر الأزمات القلبية بمعدل 27% في حين لم يظهر أي تغير على معدلات دخول المستشفيات بالنسبة للمدن المجاورة والتي لم تطبق قانون حظر التدخين. وهنا يعزو الهبوط في معدلات الإصابة بالأزمات القلبية إلأى حظر التدخين، والذي قلل من التعرض للتدخين السلبي. في حين وجدت دراسة مماثلة في هيلينا بولاية مونتانا هبوطاً في معدلات الأزمات القلبية بنسبة 40% على أثر فرض حظر التدخين. على الرغم من ذلك، أوجدت دراسةٌ أكبر وأحدث أن الحظر المفروض على أماكن العمل في الولايات المتحدة الأمريكية غير مصاحب بهبوط قصير المدة دال إحصائياً في معدلات الوفيات أو دخول المستشفيات بسبب الإصابة باحتشاء عضل القلب أو أمراضٍ أخرى.
و بدورهم وجد الباحثون في في مدرسة طب دندي تحسناتٍ دالةٍ إحصائياً في وظيفة الرئة ومؤشرات الالتهاب عند عمال البارات والحانات والتي ترجع إلى حظر التدخين؛ فالفوائد تعود بصورةٍ خاصةٍ على عمال الحانات والبارات الذين يُعانون من الربو. حيث أوجدت دراسة «تعرض بيئة وصحة عمال الحانات للتدخين» (The Bar Workers' Health and Environment Tobacco Smoke Exposure) أن النسبة المئوية لكل العمال الذين يعانون من أعراض إصابة الجهاز التنفسي، مثل اللهث، قصر النفس، الكحة، وإفراز البلغم، والتي تتراوح من 69% إلى 57%. كما أوجد مجموعة من الباحثين من تورينو، بإيطاليا، أن لحظر التدخين تأثيراً على معدل هبوط الأزمات القلبية في المدينة، وأ{جعت الدراسة أغلب حالات الهبوط تلك إلى تقلص فرص التعرض للتدخين السلبي. وقد وُجِدَ أن لحظر التدخين الشامل في نيويورك تأثيراً في حمايته من فرص دخول المستشفيات لنحو 3.813 حالة إصابةٍ بالأزمات القلبية في عام 2004، وتوفيره لنحو 56 مليون دولاراً أمريكياً من تكلفة الرعاية الصحية في العام ذاته.
هذا وقدَّرت دراسةٌ أُجريت في إنجلترا هبوطاً بنسبة 2.4% في فرص دخول المستشفيات على اثر التعرض لأزماتٍ قلبيةٍ طارئةٍ (أو ما يعادل 1.200 حالةً أقل من إجمالي حالات دخول المستشفيات) في الإثني عشر شهراً التالية لفرض الحظر.

### التأثيرات على استخدام التبغ
اعترف الجميع أن حظر التدخين أسهم في الإقلال من معدلات التدخين؛ فحظر التدخين في أماكن العمل يسفر عن هبوط معدلات التدخين فيما بين العمال ، وأن حظر التدخين في الأماكن العامة يُقلل من المعدلات العامة للتدخين من خلال دمج وصمة العار الاجتماعية وتقليص الأدلة الاجتماعية للتدخين. على الرغم من ذلك، تفيد التقارير الواردة في الصحف العامة والتي تصدر بعد سن حظر التدخين وجود دليلٍ متضاربٍ على فعالية الحظر.
هذا وقد أوضح أحد التقارير تزايد مبيعات السجائر في كلٍ من أيرلندا واسكتلندا بعد حظر التدخين. في حين وعلى النقيض، بيَّن تقريرٌ آخرٌ هبوط مبيعات السجائر في أيرلندا بنسبة 16% في غضون الستة أشهرٍ الأول بعد فرض الحظر. وكذلك هبطت مبيعات السجائر في بريطانيا بنسبة 11% خلال شهر يوليو 2007، والذي يمثل الشهر الأول لحظر التدخين في إنجلترا، مقارنةً بشهر يوليو 2006 م.
في حين لخصت وثيقة لفيليب موريس قلق وخوف صناعة التبغ حول ـأثير الحظر: «يؤثر المنع الكلي للتدخين في أماكن العمل على كمية صناعة التبغ. حيث يستلك المدخنون الذين يواجهون تلك القيود معدلاً أقل من متوسطاتهم بنسبة تتراوح من 11- 15% ويُقلعون عند معدلاتٍ أعلى بنسبة 84% من المعدل المتوسط.» 
إلا أنه وفي الولايات المتحدة الأمريكية، فقد أفادت مراكز الحماية من الأمراض وإتقائها (CDC) في تقاريرها ارتفاع معدلات التدخين في السنوات الأخيرة على الرغم من الأعداد الكبيرة أكثر من المعهود للقوانين الحادة لحظر التدخين وزيادة الضرائب بنسبةٍ ضخمةٍ. كما اقتُرِحَ أنه تم الوصول إلى قمة مساندة المدخنين الشرهين: هؤلاء غير المتحفزين والمهزومين في مقابل المزيد من التشريعات.
بينما تزايد معدل استخدام السنوس أو التبغ الممضوغ (snus) في السويد كبديلٍ للتدخين منذ فرض حظر التدخين هناك.
و قد يلعب حظر التدخين دوراً في تسهيل إقلاع المدخنين عن التدخين. حيث أوجدت دراسةٌ مسحيةٌ بريطانيةٌ أن 22% من المدخنين البريطانين قد يُقلعون عن التدخين استجابةً لحظر التدخين في الأماكن العامة المغلقة.
في حين قد يساعد حظر التدخين في المطاعم الشباب الصغار من أن يصبحوا مدخنين بالعادة. فقد وجدت دراسةٌ أُجريت على شباب ماساتشوسيتس أن أبناء المدن ممن يعيشون تحت فرض حظرٍ للتدخين تقل فرصهم بنسبة 35% ليصبحوا معتادين على التدخين.

### التأثيرات على الأعمال والمكاسب الاقتصادية

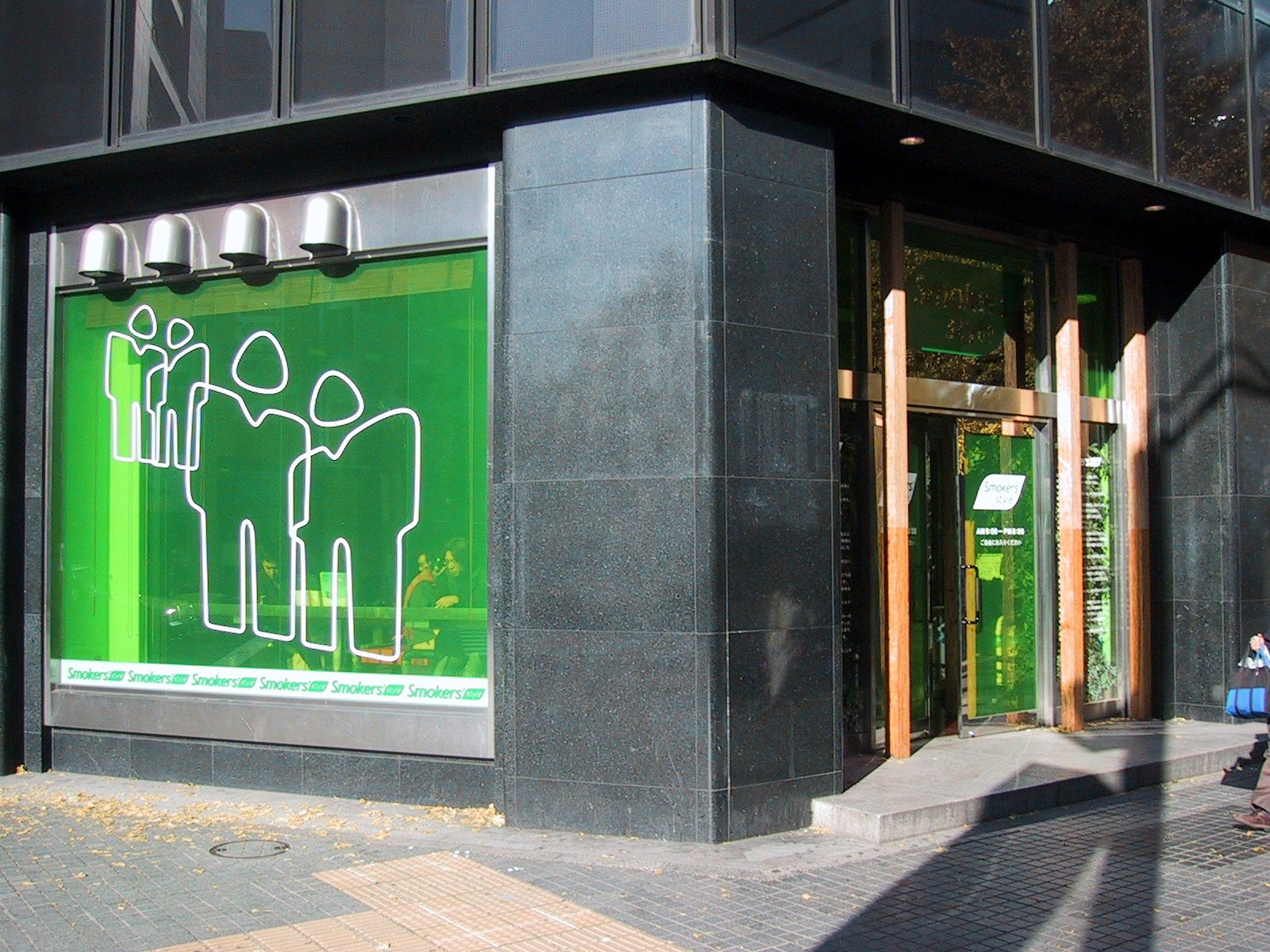
منع التدخين في بعض الشوارع في اليابان. فالمدخنون يستخدمون صالات التدخين، كما هو موضح في الصوروة في مدينة طوكيو.

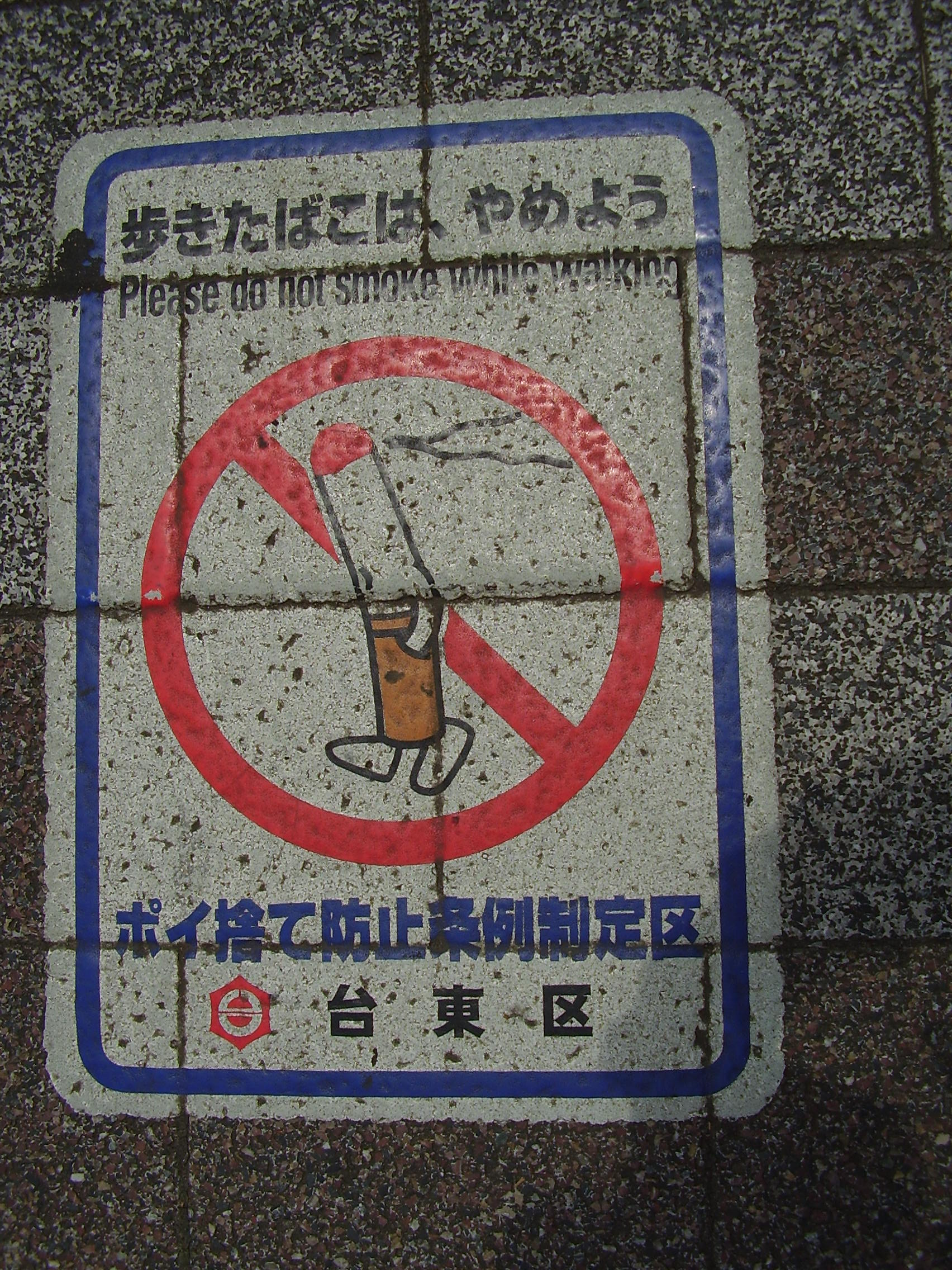
إشارة تفيد "ممتوع التدخين أثناء السير" في تايتو، طوكيو.

نُشِرَت العديد من الدراسات في أدبيات الصناعة الصحية حول التأثيرات الاقتصادية لسياسات منع التدخين. حيث وجدت غالبية تلك الدراسات سواءً الحكومية منها أو الأكاديمية أنه لا يوجد تأثير اقتصادي سلبي مصاحب لقرارات الحظر وأن العديد من النتائج أوضحت أنه قد يوجد هناك تأثيرٌ إيجابيٌ على الأعمال المحلية. وقد وجد استعراضٌ في عام 2003 لـ 97 دراسةً للتأثيرات الاقتصادية لحظر التدخين على كرم الضيافة في مجال الصناعة أن الدراسات «جيدة التصميم» أوضحت أن حظر التدخين لم يضر بالأعمال.
كما كانت الدراسات الممولة من قِبَلِ إتحادات الحانات والمطاعم غالباً ما تجد أن لتشريعات التدخين تأثيراً سلبياً على مكاسب المطاعم والبارات أو الحانات. هذا وانتقدت تلك الإتحادات كذلك الدراسات التي وجدت أن مثل تلك التشريعات لا تأثيرٍ لها.
و فيما يلي بعض الأمثلة على ذلك:
قام اتحاد مطاعم دالاس بتمويل دراسةٍ أظهرت انخفاضٍ بقيمة 11.8 مليون دولاراً أمريكياً في مبيعات الكحول والتي تتراوح بين 9- 50% في دينتون. في حين أجرت شركة إتحادات رينج وود الاقتصادية المحدودة دراسةً في 2004 وقام كلٌ من مطعم إمباير ستيت واتحاد تاڤرن بتمويلها والتي أظهرت خسارة 2000 وظيفةً، ونقص بقيمة 28.5 مليون دولاراً أمريكياً في الأجور، بالإضافة إلى فقدٍ في منتجات ولاية نيويورك بقيمة 37 مليون دولاراً أمريكياً. كما أُجريت دراسةٌ في عام 2004 لصالح اتحاد مطاعم الولايات المتحدة الأمريكية الوطنية بواسطة ديلويت توش توهماتسو والتي وجدت تأثيراً سالبياً ذي دلالةٍ إحصائيةٍ. وقد وجد اتحاد مطاعم ماريلاند هبوطاً في فواتير ضرائب المبيعات بنسبة 11% في تلك الدراسة كذلك. وكذلك وجد كارول وشركاه تناقصاً في مبيعات البارات والحانات بنسبةٍ تتراوح من 18.7% إلى 24.3% في عددٍ من أسواق أونتاريو على اثر فرض قوانين حظر التدخين في الحانات والبارات. هذا وقد أفاد اتحاد قابضي خمور باكاي (Buckeye Liquor Permit Holders Association) أن مبيعات الخمور تناقصت بنسبة 67% مليون دولاراً بينما تزايدت مبيعات الاستهلاك المنزلي ومن ثم طالبوا بتعديل قانون حظر الخمور في الحانات في أوهايو.

#### في أستراليا
توصلت دراسةٌ حكوميةٌ في سيدني أن نسبةً من السكان الذين يحضرون إلى صالات البوب والنوادي ارتفعت بعد تطبيق حظر التدخين في الأماكن المغلقة. على الرغم من ذلك، ألقى تقرير نوادي ويلز الجنوبية الجديدة (ClubsNSW) في أغسطس 2008 باللوم على قانون حظر التدخين في نوادي ويلز الجنوبية الجديدة لأنها تعاني من اسوء هبوطٍ في الدخل على الإطلاق، حيث تُقَدَّرُ قيمة الهبوط بنحو 385 مليون دولاراً أمريكياً. فقد انخفض دخل تلك النوادي بنسبة 11% في كامل ويلز الجنوبية الجديدة. هذا وهبط دخل نادي سيدني CBD بنسبة 21.7% وفقدت نوادي سيدني الغربية نسبة 15.5 % من إجمالي دخلها.

#### في ألمانيا
تم تطبيق حظر التدخين في فنادق ألمانيا، مطاعمها، وكذلك الحانات والبارات في 2008 وأوائل 2009. حيث أعلنت تجارة المطاعم أن العديد من المطاعم في مختلف الولايات الألمانية والتي طبقت حظراً للتدخين في أواخر 2007 (سكسونيا السفلى، بادن فورتمبيرغ، وهسن) شهدت انخفاضاً في كمية الأرباح. وكان اتحاد المطاعم والفنادق الألمانية (DEHOGA) قد أعلن مسبقاً أن الحظر ردع الأفراد عن الخروج إما للشرب أو لتناول الطعام، وأقر أن نحو 15% من تلك المؤسسات التي تبنت قانون حظر التدخين في عام 2007 شهدت انخفاضاً ملحوظاً بما يقارب 50%. فالتدخين ليس مسموحاً به في المواصلات العامة أو في أو حول محطات السكة الحديد.

#### في إيرلندا
كانت المعارضة الرئيسية في جمهورية أيرلندا تأتي من قِبَلِ أصحاب الحانات ورجال الأعمال. فأيرلندا كانت أول دول العالم لتطبق حظراً كاملاً على التدخين في الأماكن العامة. حيث تم تطبيق حظر التدخين في الأماكن العامة الأيرلندية بنية حماية العاملين من تأثيرات التدخين السلبي وتثبيط عملية التدخين في دولةٍ تعاني من ارتفاع نسبة المدخنين بها. فالعديد من الحانات وصالات البوب أقامت ترتيباتٍ لها في الأجواء المفتوحة (عامةً ما كانت المناطق الساخنة ذات دور الإيواء أو الملاجيء). وقد ساد معتقد من جانب المنافسين أن الحظر سيزيد من كمية الشرب والتدخين في المنزل، إلا أن الدراسات الحديثة أظهرت أن الوضع ليس كما توقعوا.
فموقع مكتب مكافحة ورقابة التدخين الأيرلندي الإلكتروني يشير إلى أن "تقويم بيانات قطاع الضيافة الرسمية يظهر أنه لا يوجد هناك أي تأثيرٍ اقتصاديٍ لتطبيق ذلك المعيار (المتمثل في الحظر القومي للتدخين في مارس 2004 في الحانات، المطاعم وغيرها.). كما توقعوا أن للحظر مساهمةً فعالةً في غلق المئات من صالات البوب الريفية الصغيرة، مع تقليل تجديدات الترخيصات بمقدار 440 ترخيص تجديد عما كان الوضع عليه في عام 2005.

#### في جزيرة مان
تم تفعيل حظر التدخين في جزيرة مان في 30 مارس 2008 م.

#### في المملكة البريطانية
تم تطبيق الحظر في اسكتلندا في 26 مارس 2006 ، في ويلز 2 إبريل 2007، في أيرلندا الشمالية 30 إبريل 2007، وفي إنجلترا يوم الأول من يوليو 2007. مما دعى اتحاد فيكشوالرز المرخص (Licensed Victuallers Association) والممثلين لمشغلي صالات البوب عبر أرجاء ويلز، إلى الإعلان، بعد مرور ستة اشهراً من تطبيق الحظر في ويلز، بأن صالات البوب خسرت ما يوازي 20% من تجارتها. حيث قالت أن بعض أعمالها كانت على حافة الهاوية للإغلاق، في حين أغلقت مجموعةٌ أخرى بالفعل، إلا أنه كان هناك بصيص أملٍ في عودة التجارة إلى معدلاتها قبيل عملية فرض الحظر.
كما صرح اتحاد صالات البوب والبيرة البريطانية (British Beer and Pub Association)، والذي يمثل صالات البوب والخمارات عبر أرجاء المملكة البريطانية، أن مبيعات البيرة وصلت إلى أدنى معدلٍ لها منذ فترة الثلاثينات من القرن العشرين. وأن الاتحاد قد أرجع الهبوط في المبيعات بنسبة 7% خلال عام 2007 إلى حظر التدخين المفروض مسبقاً.
و قد أفادت دراسةٌ مسحيةٌ أجرتها مجلة تجارة الحانات وصالات البوب (ذا بوبليكان) أن الزيادة المتوقعة في مبيعات الأطعمة على أثر حظر التدخين لم تحدث. حيث وجدت الدراسة التي أجرتها المجلة على 303 حانةً في المملكة البريطانية أن المستهلك المتوسط ينفق 14.86 جنيهاً استرلينياً على الطعام والشراب في العشاء خلال عام 2007، وهو تقريباً يتطابق مع نفس المعدل خلال عام 2006 م.
هذا وقد أوضحت دراسةٌ أجراها كلٌ من هيئة تكريم معهد حفظ الحانات البريطاني (British Institute of Innkeeping Awarding Body) واتحاد رابطات فيكتشويلرز المرخصة أن المبيعات قد انخفضت بنسبة 7.3% في الخمسة أشهرٍ التالية لتطبيق حظر التدخين في الأول من يوليو 2007. حيث كانت نسبة من علقوا أنهم يرون أن المدخنين صبحوا يزورون الحانات بصورةٍ أقلٍ كانت نحو 58% من أصل 2.708 ممن تم تطبيق الدراسة عليهم، في حين 73% رؤوا أن زبائنهم المدخنين يقضون وقتاً أقل في الحانة عما كانوا يفعلون مسبقاً.

#### في الولايات المتحدة الأمريكية
أوضح كلٌ من المدخنين وأعمال الضيافة في الولايات المتحدة الأمريكية مبدئياً أن تلك الأعمال ستعاني من حظر التدخين. على الرغم من ذلك، أوضح بيانٌ في عام 2006 أصدره الجراح العام الأمريكي أن حظر التدخين من غير المرجح له أن يضر بالأعمال التجارية في مجال الممارسة الواقعية، وأن العديد من المطاعم والحانات قد تشهد زيادةً في معدلات عملها.
عدلت ولاية نيويورك في عام 2003 من القوانين المناهضة للتدخين لتشمل كل المطاعم والحانات، ومنها تلك المتواجدة في النوادي الخاصة، مما يجعلها، جنباً إلى جنب مع حظر ولاية كاليفورنيا، واحداً من أقصى قوانين حظر التدخين في الولايات المتحدة الأمريكية. وقد وجدت دراسة تابعة لإدارة الصحة التابعة للمدينة في عام 2004 أن معدلات تلوث الهواء تناقصت بمعدل السدس في الحانات والمطاعم بعد تطبيق الحظر في الواقع، وأن أهالي مدينة نيويورك أفادوا تناقص نسبة التدخين السلبي في أماكن العمل. كما وجدت الدراسة أن مطاعم المدينة وحاناتها حققت رخاءً على الرغم من تطبيق الحظر، مع زيادة معدلات الوظائف، تراخيص الخمارات، وأعمال دفع الضرائب. مما دعى رئيس اتحاد الحياة الليلية في نيويورك إلى أن يلاحظ أن الدراسة ليست ممثلة للواقع بصورةٍ كاملةٍ، حيث أنه وبدون تفرقة بين المطاعم والنوادي الليلية، فقد يكون الحظر قد تسبب في معاناة بعض الأعمال كالنوادي الليلية والحانات بدلاً مما سبق. وقد وجدت دراسةٌ لإدارة الصحة بولاية نيويورك نتائجاً ماثلةً: «(...) حيث لم يكن لـ CIAA أي تأثيرٍ ماليٍ سلبيٍ دالٍ على المطاعم والحانات على كلٍ من المدى القصير والطويل.» 

### التأثير على الآلات الموسيقية
أصبحت الآلات التي تعتمد على النفخ في تشغيلها مثل الأكورديون، الالمطوية (concertina)، الميلوديون (melodeon) والأوليون (Uilleann) أو بالإيرلندية (مزمار القربة)، في حاجةٍ غلى صيانةٍ وتنظيفٍ بصورةٍ أقلٍ في ظل تطبيق قانون حظر التدخين الأيرلندي.

### تأثيرات حظر التدخين في السجون
تزايد معدل حظر السجون للتدخين بها. ففي الولايات المتحدة الأمريكية، قامت بعض الولايات، والتي تطبق سيايات منع التدخين في السجون، بتطبيق حظراً للتدخين داخل السجون فقط، بينما قامت بعضها الآخر بحظر التدخين على كل أراضي السجن. ففي يوليو 2004، تبنى مكتب السجون الفيدرالي (Federal Bureau of Prisons) سياسةً خالية من التدخين في منشآتها ومرافقها. وفي حكم 1993، أقرت المحكمة العليا (Supreme Court) أن تعرض السجناء للتدخين السلبي يمكن اعتباره عقوبةً قاسيةً غير تقليديةٍ (و التي تعتبر انتهاكاً للتعديل القانوني الثامن). أما في حكم 1997 في ماساتشوسيتس جاء أن حظر التدخين في السجون لا يشكل عقوبة قاسية وغير تقليدية. في حين يرى الكثير من المسؤولين أن حظر التدخين في السجون يمثل وسيلةً للحد من تكلفة ونفقات الرعاية الصحية.
و غالباً ما يُثار قلق ومخاوف مسؤولي وحراس السجون من أحداثٍ سابقةٍ في سجونٍ أخرى ترتبط بأعمال شغبٍ، مدعمةً لسوق السجائر الأسود داخل السجون، بالإضافة إلى مشكلاتٍ أخرى ناجمة عن الحظر الشامل للتدخين في السجون. وكانت بعض السجون قد شهدت أعمال شغبٍ على اثر تفعيل حظر التدخين الناجم عن إشعال السجناء للنيران، مدمرين ممتلكات السجن، معتدين على الأفراد، التعرض للإصابة، أو حتى الطعن في بعض الأحيان. هذا وأفاد بعض حراس إحدى السجون في كنا أنهم أصيبوا بصعوباتٍ في التنفس على أثر الأدهخنة الصادرة عن تدخين السجناء لسجائرٍ صناعيةٍ مصنوعةٍ من رقع النيكوتين والتي تم إشعالها من خلال شرارة اللهب الصادرة من إيلاج أجسامٍ معدنيةٍ في المقابس الكهربائية. فعلى سبيل المثال وفي عام 2008، سحب مركز اعتقال أورسينڤيل بالقرب من مقاطعة كيبيك تطبيق حظر التدخين به على أثر أعمال شغبٍ في المركز. إلا أن التزايد المخيف للتوتر والعنف المتوقعين والمصاحبين لتطبيق حظر التدخين لم يتم ملاحظتهما بصورةٍ عامةٍ.

### الامتثال والالتزام
أسفرت عمليات تطبيق حظر التدخين عن احتجاجاتٍ  وتوقعاتٍ لعدم امتثالٍ واسع النطاق، بالإضافة إلى ظهور رواياتٍ إعلاميةٍ عن زيادة معدلات عمليات تسهيل التدخين (smokeeasy) السرية، والتي منها ما يجري في مدينة نيويورك ، أيرلندا ، ألمانيا ، إلينوي ، المملكة البريطانية ، أوتاوه ، وواشنطن العاصمة.
ففي الواقع، على الرغم من ذلك، أفادت الكثير من التقارير ارتفاع نسبة الامتثال لحظر التدخين (ما يزيد عن 90%)، وذلك في غالبية الولايات القضائية ومنها نيويورك ، أيرلندا ، إيطاليا ، واسكتلندا. إلا أن التقارير الواردة من كلكتا أفادت ضعف عملية الامتثال للحظر.

## انتقادات حظر التدخين
تعرض حظر التدخين للانتقاد وفقاً للعديد من الأساسيات ومنها مثلاً:

### تدخل الحكومة في أسلوب معيشة الأفراد وحقوق الملكية
زَعَم الكثير من منتقدي حظر التدخين، ومنهم الموسيقي جو جاكسون  والنالقد السياسي وكاتب المقالات كريستوفر هيتشنز ، أن قوانين الحظر لا تمثل سوى جهودٍ مهدرة للبيوريتانيين الرجعيين (Puritan) [بحاجة لمصدر]. وغالباً ما يعتبر ذلك الرأي مبنياً على مبدأ الضرر لجون ستيوارت ميل، والذي يفسر حظر التدخين على أنه حظر على استهلاك التبغ بدلاً من كونه يمثل حظراً على الأشخاص الآخرين المؤذيين الذين يسببون الضرر للآخرين.
إلا أن تلك المناقشات، والقائمة أساساً على مبدأ الحريات الشخصية، تعرضت نفسها للنقد على يد الاقتصادي الحاصل على جائزة نوبل أمارتيا سن والذي دافع عن قرارات حظر التدخين معتمداً على العديد من أرضيات الدفاع. فمن بين العديد من الأمور الأخرى، أوضح سن أنه بينما يكون المرء حراً ليعتاد على التدخين، فإنه يقيد حينئذٍ حريته تلك مستقبلاً لأن عادة التدخين يصعب الإقلاع عنها. هذا وقد أشار سن كذلك إلى التكلفة العالية التي يفرضها التدخين بصورةٍ حتميةٍ على كل مجتمع يمنح المدخنين قبولاً غير مقيد في أماكن الخدمات العامة. ومن ثم، وبناءً على توضيحات سن، فإن المناقشات التي أثارت فكرة الحرية الشخصية في مواجهة حظر التدخين لهي بالنقاشات المبتورة غير المتكافئة.
في حين يؤكد بعض منتقدي حظر التدخين حقوق ملكية أصحاب الأعمال، موضحين بذلك حدود التمييز فيما بين الأماكن العامة (مثل المباني الحكومية) والمؤسسات الخاصة (مثل الحانات والمطاعم). ونقلاً عن الكفاءة الاقتصادية، اقترح بعض الاقتصاديين أن المؤسات الأساسية لحقوق الملكية الخاصة والحرية العقدية لهي قادرة على حل النزاعات فيما بين تفضيلات المدخنين وهؤلاء الذين يسعون إلى بيئةٍ خاليةٍ من التدخين، بدون تدخل الحكومة في ذلك.

### الدعاوي القضائية
قامت الأعمال التجارية التي تعرضت للضرر نتيجة تطبيق حظر التدخين برفع دعاوٍ قضائيةٍ تزعم فيها أن الحظر غير دستوري أو بصيغةٍ أخرى غير قانوني تشريعي. ففي الولايات المتحدة الأمريكية، استشهد البعض بالحماية غير المتكافئة للقانون، في حين استشهد آخرون بفقد العمل بدون تعويض، بالإضافة إلى أنواع أخرى من التحديات. ومن بعض المحليات الأمريكية التي تضمنت دعاوٍ قضائيةٍ لأعمال الضيافة ضد الولاية أو الحكومة المحلية كلٌ من نيفادا، مونتانا، أيوا، كولورادو، كينتاكي، نيويورك، كارولينا الجنوبية، وهاواي. إلا أن مثل تلك الدعاوي لم تكن ناجحة وخُسِرَت أمام المحاكم.

### الحظر قد ينقل التدخين لأماكنٍ أخرى
غالباً ما تسفر عمليات تطبيق حظر التدخين في المكاتب والأماكن المغلقة عن انتقال المدخنين للخارج للتدخين، حيث غالباً ما يتجمعون عند منافذ الأبواب للتدخين. مما دعى الكثير من الولايات القضائية والتي طبقت حظراً للتدخين في الأماكن المغلقة إلى اللجوء إلى مد ذلك الحظر ليغطي المناطق ضمن نطاقٍ ثابتٍ لمداخل البنايات.
كما صرح عضو مجلس الوزراء البريطاني السابق جون ريد أن حظر التدخين في الأماكن العامة قد يسفر عن المزيد من سلوكيات التدخين داخل المنازل. على الرغم من ذلك، لم توافق لجنة الصحة بمجلس العموم والكلية الملكية للأطباء (Royal College of Physicians) على تصريحاته، حيث أن السابق لم يعثر على أي دليلٍ لدعم زعمه بعد دراسة أيرلندا ، وأن الأخير وجد أن الأسر الخالية من التدخين تزايدت من 22% إلى 37% في الفترة بين 1996 و 2003 م.
و في يناير 2010، فرض توماس مينينو، عمدة بوسطن بمساتشوسيتس، حظراً للتدخين داخل مساكن الإسكان العام والتي تقع تحت سلطة مقاطعة بوسط القضائية للإسكان.

### الحظر المحلي قد يؤدي إلى زيادة وفيات القيادة تحت التأثيرات
نشرا آدامز وكوتي في مجلة الاقتصاديات العامة في مايو 2008 دراسةً تختبر إحصائيات حالات الوفاة الناجمة عن القيادة تحت تأثير السكر والحوادث في المناطق التي تم تطبيق حظرٍ للتدخين فيها في الحانات ووجدت تلك الدراسة أن حوادث القيادة تحت تأثير الشرب تزايدت بمعدل 13%، أو ما يُقَدِّرُ بـ 2.5 حدثةً سنوياً لدولةٍ سكانها 680.000 نسمةً. حيث توقعا في الدراسة أن هذا قد يرجع غلى أن المدخنين يقودون بسرعةٍ بعيداً صوب المقاطعات التي لم يُطَبَّقُ فيها حظر التدخين أو يكون هناك تراخٍ في التنفيذ. إلا أنه لم يتوفر دليلٌ حتى وقتنا هذا حول الولايات التي يكون فبها حظرٌ للتدخين ومتوافقٌ مع التنفيذ.

### التأثير على تمويل الأبحاث الأدبية
هذا وتم مناقشة المجالات البحثية الأخرى ومنها مثلاً مجال الأبحاث الأدبية عند مراعاة أو وضع حظر التدخين في الاعتبار.و في أغلب الأحيان، فإن الأبحاث التي وجدت تأثيراتٍ قليلةٍ أو حتى سلبيةٍ/ إيجابيةٍ لحظر التدخين أو تلك التي تم تمويلها من قِبَلِ شركات التبغ تتسم بأنها فاقدة للشرعية بسبب أنها تعتبر دراسات متحيزة لصالح مموليها.
إلا أن الأستاذ الجامعي ميخائيل مارلو، أستاذ الاقتصاديات بجامة سان لويز أوبيسبو بوليتكنيك بولاية كاليفورنيا، دافع عن دراسات «الممولة من شركات التبغ» موضحاً أن كل الدراسات تتسم «بالأمن ودرجةٍ من الشك»، بغض النظر عن جهة تمويلها. كما دعى إلى أن كل باحث «أهلاً للثقة وراجح العقل ويستحق أن يُسمع رأيه» وعدم تركيز الانتباه على جهة تمويل البحث عند تقويم نتائجه. كما اقترح مارلو أن الدراسات التي تمولها شركات التبغ يتم استعراضها ورفضها كدراساتٍ «مخادعةٍ»  مثل أنه تم إجراؤها اعتماداً على النية (الوعي) السيئة.

## بدائل الحظر

### دوافع المؤسسات الخالية من التدخين طواعيةً
خلال المناظرات والمناقشات حول حظر التدخين في واشنطن العاصمة، اقترحت عضو مجلس المدينة كارول شوارتز تشريعاً من شأنه سن إما ضريبةٍ ائتمان إضافيةٍ للأعمال التي تختار حظر التدخين أو بدفع أربع مراتٍ من رسوم الرخصة التجارية السنوية للحانات والمطاعم والنوادي التي ترغب في السماح بالتدخين. هذا بالإضافة إلى أن المواقع التي تسمح بالتدخين ستصبح مطالبة بثبيت أنظمة تهوية عالية الكفاءة.

### التهوية
يقترح منتقدوا حظر التدخين أنظمة تهويةٍ كوسيلةٍ لتقليل التأثيرات الضارة للتدخين السلبي. حيث وجدت دراسةٌ أجرتها مدرسة التقنية في جامعة جلامورغان في ويلز بالمملكة البريطانية، ونشرتها مجلة خدمات البناء أن:
«تكون التهوية فعالة في ضبط مستوى التلوث.»
على الرغم من أن:
«التهوية قد تفتت أو تحل جزئياً الملوثات وأن حدود التعرض الوظيفي قائمة على مبدأ ‘تقلص الحد ما دام ذلك قدر الإمكان والتطبيق‘».
هذا وتدعي الكثير من منظمات الضيافة أن أنظمة التهوية قد توجد أماكناً قيد الامتثال مع قرارات المطاعم الخالية من التدخين. حيث وجدت دراسةٌ، نشرتها الجمعية الأمريكية لمهندسي التسخين، التبريد وتكييف الهواء ومولتها مؤسسة روبرت وود جونسون، مؤسسةً واحدةً ذات جودة هواءٍ أقل في منطقة ممنوع التدخين بسبب أنظمة التهوية المثبتة غير المتوافقة وغير الملائمة. كما أقرت أنه حتى الأنظمة التي تقوم بوظيفتها بكفاءة «لا تعتبر إحلالاً لحظر التدخين في عمليات الضبط البيئي للتعرض للدخان.» 
و ركزت صناعة التبغ على افتراض التهوية كبديلٍ لحظر التدخين، على الرغم من أن هذا المدخل لم يتم تبني تطبيقه بصورةٍ موسعةٍ في الولايات المتحدة الأمريكية بسبب أنه «في النهاية، فالإقلاع عن التدخين يعتبر أبسط، أرخص، وأكثر صحيةٍ». في حين يُخصص حظر التدخين الإيطالي حجراتٍ للتدخين ذات أبوابٍ آليةٍ وشفاطات للدخان. على الرغم من ذلك، فإن عدداً قليلاً من المؤسسات الإيطالية تقوم بإنشاء غرفاً للتدخين بسبب التكلفة الإضافية.
و بدوره، اصدر مكتب الجراح العام الأمريكي تقريراً مميزاً وجد أن استخدام أنظمة التهوية المدروسة والحجرات المخصصة للتدخين فشلا في توفير الحماية من المخاطر الصحية للتدخين السلبي، بسبب أنه «لا يوجد مستوى آمن للتدخين السلبي.» 

## التشفع
صاغت الكثير من الولايات الأمريكية «جملاً شافعةً» ضمن نص قانون الولاية والتي تمنع المجتمعات المحلية من تمرير قرارات حظر التدخين بصورةٍ أكثر حزماً من قوانين الولاية على الكتب. ويتمثل المنطق وراء ذلك في منع المجتمعات المحلية من تمرير حظر التدخين والتي يُنظر إليها على أنها زائدة من قِبَلِ مشرع الولاية. في حين تتبنى ولاياتٍ أخرى «جملاً ونصوصاً مناهضةً للتشفع» والتي تسمح للمجتمعات المحلية بتمرير قرارات حظر التدخين التي يجدها المشرع غير مقبولةٍ.

## إعفاءات الأذى ومشقة التضرر
تلقت ثلاثة مطاعمٍ في واواتوسا بولاية ويسكنسن إعفاءً قصير الأمد للحظر المحلي للتدخين بمطاعمها عندما نجحوا في تجهيز ضائقةٍ ماليةٍ بسبب قرار الحظر ذلك.

## روابط خارجية
- المجلس الكندي لمكافحة التدخين
- تنظيف هواء اسكتلندا نسخة محفوظة 16 أكتوبر 2007 على موقع واي باك مشين. الموقع التنفيذي الإسكتلندي المؤسَس لتوفير المعلومات حول تشريعات اسكتلندا الخالية من التدخين.
- مكتب هونغ كونغ لمكافحة التدخين
- مكتب الحكومة الأيرلندية لمكافحة التدخين
- قوانين الولاية للتدخين من الجمعية الأمريكية للسرطان.
- مكتبة وثائق التدخين التشريعية الصادرة من جامعة كاليفورنيا بسان فرانسيسكو
- فيليب موريس - سجل وثائق الولايات المتحدة الأمريكية
- انتشار التدخين ومعلومات عن حظر التدخين في خريطة العالم التفاعلية نسخة محفوظة 4 أكتوبر 2013 على موقع واي باك مشين.